# AltGr

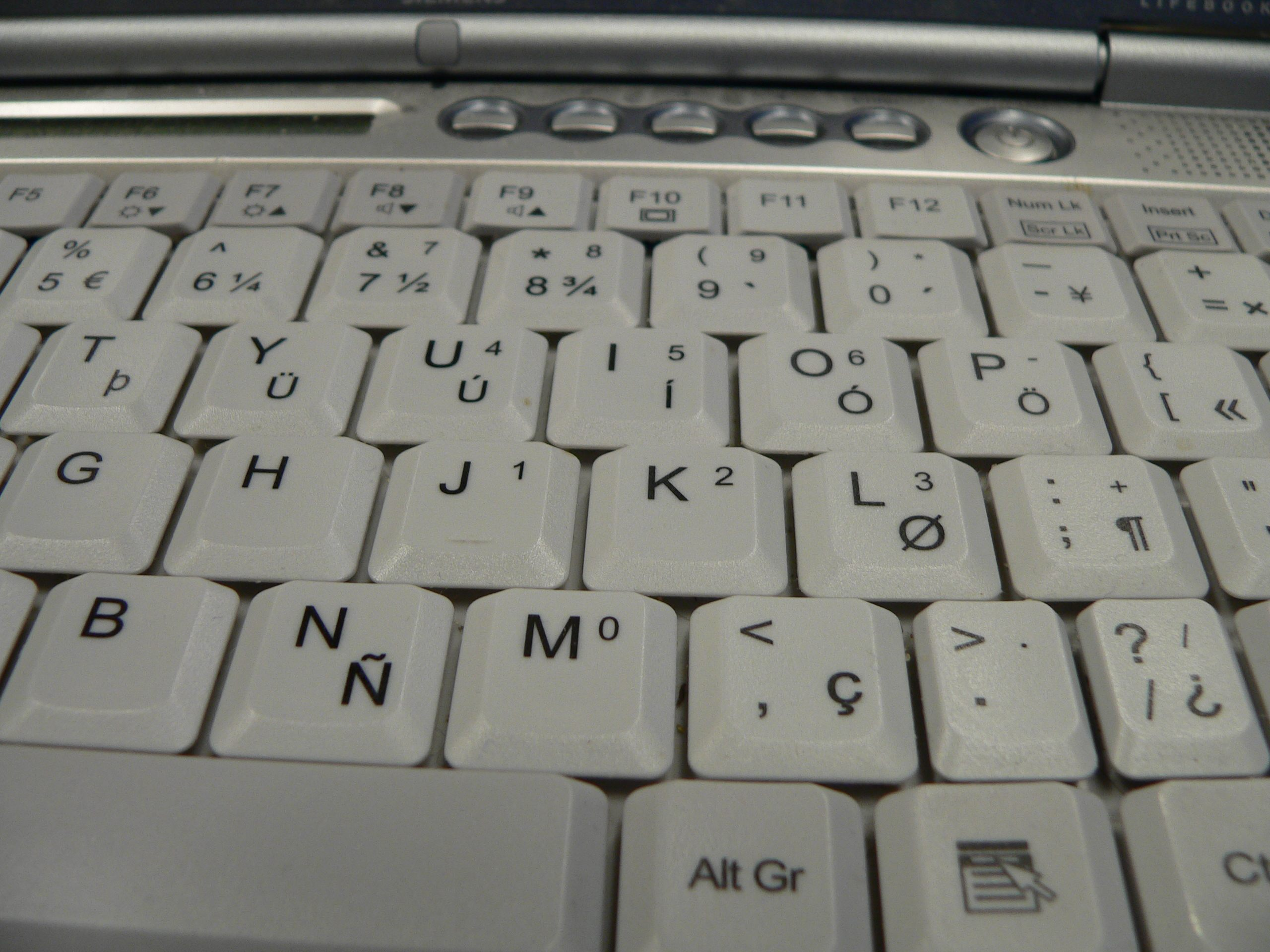
Klávesa AltGr umístěná vpravo od mezerníku

AltGr (zkratka z anglického alternate graphic) je jedna z běžných kláves počítačových klávesnic. Slouží zejména pro vložení znaků, které jsou pro dané rozložení kláves používány méně často, třeba symbolů měn. Na moderních osobních počítačích se jedná o pravou ze dvou kláves Alt, umístěnou vpravo od mezerníku. Podobně jako klávesa Shift není mačkán samotný, ale v kombinaci s jinou klávesou. Zároveň s ním může být mačkána i klávesa Shift, čímž lze pomocí hlavní stisknuté klávesy zapsat až čtyři různé znaky (příklad závisí na používaném rozložení kláves, tento konkrétní platí pro „česká (QWERTY)“ v Microsoft Windows):
1. úroveň: samotná klávesa (například ú napíše malé ú)
2. úroveň: ⇧ Shift+klávesa (například ⇧ Shift+ú napíše /)
3. úroveň: AltGr+klávesa (například AltGr+ú napíše [)
4. úroveň: AltGr+⇧ Shift+klávesa (například AltGr+⇧ Shift+ú napíše {)

Na počítačích společnosti Apple plní obdobnou funkci klávesa Option. Rozdíl spočívá mimo jiné v tom, že pravý Option se funkcí nijak neliší od toho levého.
V českém rozložení klávesnice lze stisk AltGr nahradit stiskem Ctrl+Alt na levé straně klávesnice, což může pomoci při psaní všemi deseti.[zdroj?]